# Hsipaw

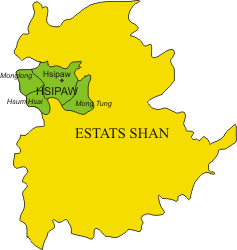
Mapa de situación de Hsipaw en el estado Shan.

Hsipaw (birmano Thibaw ) es una ciudad y municipio en el estado Shan, en Birmania. Se trata del segundo estado en extensión de los 34 del país, con una superficie de 8.188 km² y unos 200.000 habitantes. Se encuentra hacia el centro del estado; en el noroeste se encuentra el municipio de Monglong (Mainglone) y en el suroeste el de Hsum Hsai (Thonze); y en el sudeste se encuentra el de Mongtung (Maingtone). Los subestados fueron regidos por un myosa, una segunda categoría de príncipes, cargo que a menudo era dado a los herederos del principado de Hsipaw. La segunda ciudad es Baw Gyo a 10 km al oeste de la capital, sede de una pagoda importante (grupo Pwe). El río principal es el Namtu o Nam Tu, que nace en la garganta de Gokteik) y pasa por la capital. El estado produce principalmente arroz y té. Es poblado por los shans con minorías de birmanos, danu, katxin, palaung y taungthu. En el estado se desarrolló la cultura Yun-Tai, cercana a la del reino de reino de Ayutthaya, con elementos de la cultura birmana de Mandalay.

## Historia
En el siglo XVI durante la descomposición del reino birmano de Bagan, el príncipe de On Baung, Sao Khun Mong, fue proclamado rey del Reino de Ava. Coronado en 1543, tres años después le sucedió su hijo, príncipe de Mongpai, que pronto fue depuesto. La dinastía On Baung gobernó hasta el último saopha que ejerció el poder y que abdicó en 1959, para después formar una de las Repúblicas de la unión de Estados Shan que hoy forma parte de Birmania.

### Saophas de Hsipaw
- Sao Hswe Kya 1788 - 1809
- Sao Hkun Hkwi 1809 - 1843
- Sao Hkun Paw 1843 - 1853
- Sao Kya Htun 1853 - 1866
- Sao Kya Hkeng 1866 - 1881
- vacante 1881-1886
- Sao Hkun Saing 1886 - 1902
- Sao Hke 1902 - 1928
- Sao On Kya 1928 - 1959